# Merila Zarei

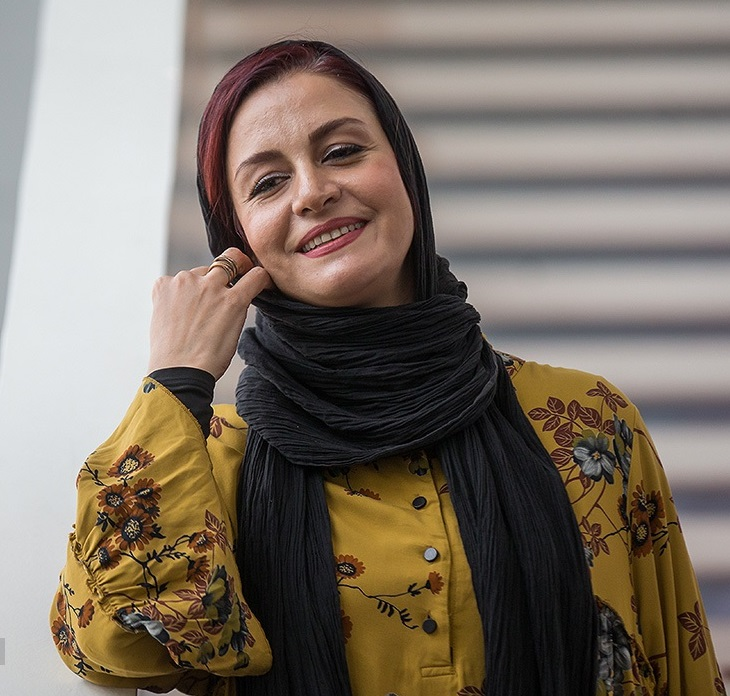
Merila Zarei beim Internationalen Fajr-Filmfestival (2018)

Merila Zarei (persisch مریلا زارعی; * 14. April 1974 in Teheran) ist eine iranische Schauspielerin. Sie hat drei Preise beim Internationalen Fajr-Filmfestival und einen Preis bei den Hafez Awards gewonnen. Außerhalb des Iran ist sie für die Filme Alles über Elly (2009) und Nader und Simin – Eine Trennung (2011) bekannt.

## Leben
Merila Zarei wurde in Teheran geboren. Sie ist Absolventin der Azad-Universität in der Lebensmittelindustrie. Mit dem Film Salam Cinema von Mohsen Makhmalbaf trat Zarei erstmals im Kino auf. Im Film Zwei Frauen (Do Zan) mitzuspielen war eine große Chance für sie. Sie hat mit Regisseuren wie Ebrahim Hatamikia, Asghar Farhadi, Masoud Kimiaei, Pouran Derakhshandeh, Abbas Kiarostami und Tahmineh Milani zusammengearbeitet. Ihr schauspielerisches Schaffen für Film und Fernsehen umfasst mehr als 50 Produktionen.